# Барна (Франция)
Барна́ (фр. и окс. Barnas) — коммуна во Франции, находится в регионе Рона — Альпы. Департамент коммуны — Ардеш. Входит в состав кантона Тюэй. Округ коммуны — Ларжантьер.
Код INSEE коммуны — 07025.
Коммуна расположена приблизительно в 490 км к югу от Парижа, в 135 км юго-западнее Лиона, в 35 км к западу от Прива, в долине реки Ардеш.

## Население
Население коммуны на 2008 год составляло 226 человек.
| 1962 | 1968 | 1975 | 1982 | 1990 | 1999 | 2008 |
| ---- | ---- | ---- | ---- | ---- | ---- | ---- |
| 352  | 307  | 219  | 206  | 214  | 204  | 226  |

## Администрация
| Период | Период | Фамилия     | Партия                              | Профессия                                         |
| ------ | ------ | ----------- | ----------------------------------- | ------------------------------------------------- |
| 1959   | 2001   | Рене Видаль | Французская коммунистическая партия | член генерального совета кантона Тюэй (1976—1982) |
| 2001   |        | Жоэль Лоран |                                     |                                                   |

## Экономика
В 2007 году среди 145 человек в трудоспособном возрасте (15—64 лет) 92 были экономически активными, 53 — неактивными (показатель активности — 63,4 %, в 1999 году было 70,9 %). Из 92 активных работали 82 человека (43 мужчины и 39 женщин), безработных было 10 (7 мужчин и 3 женщины). Среди 53 неактивных 13 человек были учениками или студентами, 22 — пенсионерами, 18 были неактивными по другим причинам.

## Достопримечательности
- Башня Шаденак
- Церковь XIX века